# Ваипаху
Ваипаху (англ. Waipahu) — бывший городок при плантации сахарного тростника, в настоящее время статистически обособленная местность в округе Гонолулу штата Гавайи, США.

## История
Прежде чем представители западной цивилизации вступили на Гавайи, местное население считали Ваипаху центром Оаху. Нередко правители Королевства Гавайи собирались в Ваипаху, чтобы насладиться прохладными пресными источниками, бьющими из под земли. Собственно само название Ваипаху происходит от комбинации гавайских слов, обозначающих бьющий вверх источник: wai (рус. вода) и pahū (рус. взрыв) (по другим источникам, скважины и каналы пробурили уже европейцы, представители Oahu Sugar, а поселение до этого называлось Ауалийи (Aualii)).
В 1897 году была основана компания Oahu Sugar и в Ваипаху была размещена плантация по добыче сахарного тростника, где изначально работали 943 полевых работника (44 гавайца, из них 10 несовершеннолетних; 57 португальцев; 443 японца и 399 китайца, из них соответственно 408 и 374 работали по контракту). Что примечательно, каждому работнику присваивался идентификационный номер, нанесённый на металлический диск размером с серебряный доллар (данный знак назывался bango, созвучно с номером на японском языке): диапазон от 1 до 899 определял японцев-иностранцев, 900—1400 — японцев, рождённых на Гавайях или граждан США, 2000—2100 — португальцев, с 2200 — испанцев, с 2300 — гавайцев, с 2400 — пуэрториканцев, с 3000 — китайцев и корейцев, с 4000 и 5000 — пришлых и филиппинцев американского происхождения соответственно. Среднемесячная заработная плата полевых работников составляла порядка 12,5 долларов США (меньше всех получали филиппинцы — до 10), больше всех китайцы — до 15).
С целью повышения уровня знаний и улучшения эффективности работы, в 1932 году руководством Oahu Sugar при плантации была открыта дополнительная школа (так называемые Continuation school), на посещение которой отводилась половина рабочего дня раз в неделю (те, кто были заняты весь день, могли посещать вечерние курсы). Шестимесячная забастовка работников сахарной промышленности Гавайев в 1946 году повлияла и на жизнь плантации: с повышением заработной платы и окончанием патерналистской системы, работники сами стали ответственны за выбор и оплату аренды, медицинских услуг. В 1995 году компания Oahu Sugar прекратила свою деятельность.
С 1923 года подразделение Oahu Sugar в Ваипаху служило культурным и общественным центром, где проводились карнавалы, спортивные и концертные мероприятия. Используемая под атлетические занятия площадка в дальнейшем была переименована в Ханс Л'Ориндж и использовалась для игр в бейсбол, сегодня это основная площадка «Sea Warriors», мужской бейсбольной команды Тихоокеанского университета Гавайев. С 1993 по 2008 годы в Гонолулу проходили матчи лиги Hawaii Winter Baseball, во время которых Ханс Л’Ориндж служило домашним полем для нескольких команд низшей лиги (North Shore Honu и West Oahu CaneFires).
В 1973 году власти штата и округа и города Гонолулу приобрели 0,16 км² земли недалеко от бывшей сахарной плантации, с целью организации культурного места отдыха и парка Ваипаху. Сейчас парк известен расположенной здесь исторической реконструкцией Hawai’i Plantation Village, где проводятся различные фестивали и мероприятия.. Этот музей под открытым небом открылся 20 сентября 1992 года и представляет собой реплики домов и быта различных этнических групп переселенцев, которые с середины XIX века приезжали на Гавайи, чтобы работать на плантациях.
В 1997 году губернатор штата Бен Кейетейно провозгласил период с июня по ноябрь 1997 года месяцами празднования 100-летия Ваипаху, в этот период проходило множество праздничных мероприятий.

## Население
Согласно переписи 2000 года в Ваипаху насчитывалось 33 108 человек, из них 16 352 мужчины и 16 756 женщин. По расовому составу: 4,73 белые, 0,93 % чернокожие и афроамериканцы, 0,14 % индейцы или коренные жители Аляски, 67,1 % азиаты (55,5 % филиппинцы), 12,31 % гавайцы или жители Океании, 0,86 % прочие и 15,26 % указали две или более расы (6,09 % испаноязычные или латиноамериканцы).